# Joseph Suder
Joseph Suder (* 12. Dezember 1892 in Mainz; † 13. September 1980 in München) war ein deutscher Komponist und Dirigent.

## Leben
Suder kam 1911 nach München, um an der Akademie der Tonkunst zu studieren. 1978 wurde Suder mit dem Kunst- und Kulturpreis Pasing ausgezeichnet. Sein langjähriges Wohnhaus im Münchner Stadtteil Pasing, August-Exter-Straße 24, ist ein geschütztes Baudenkmal. Er schuf Orchesterwerke, ein Klavierkonzert (Ersteinspielung von Margerita Hohenrieder und dem Symphonieorchester des Bayerischen Rundfunks), Kammermusik und Klavierwerke. Nach dem Zweiten Weltkrieg entstand die Festmesse Dona nobis pacem. Sie wurde 1948 in der Kirche von Gräfelfing uraufgeführt.
Bereits zwischen 1926 und etwa 1934 hatte Suder seine einzige Oper Kleider machen Leute auf der Basis der gleichnamigen Novelle von Gottfried Keller geschrieben. Das Werk kam jedoch erst 1964 in Coburg zur Uraufführung.
1952 gründete Joseph Suder Chor und Orchester des städtischen Oskar-von-Miller-Polytechnikums in München, eines der Vorläufer der Hochschule für angewandte Wissenschaften München. 1962 gab er die Leitung dieser Ensembles an seinen Sohn Alexander Suder ab. Joseph Suder starb nach längerer Krankheit am 13. September 1980 im Alter von 87 Jahren.

## Grabstätte

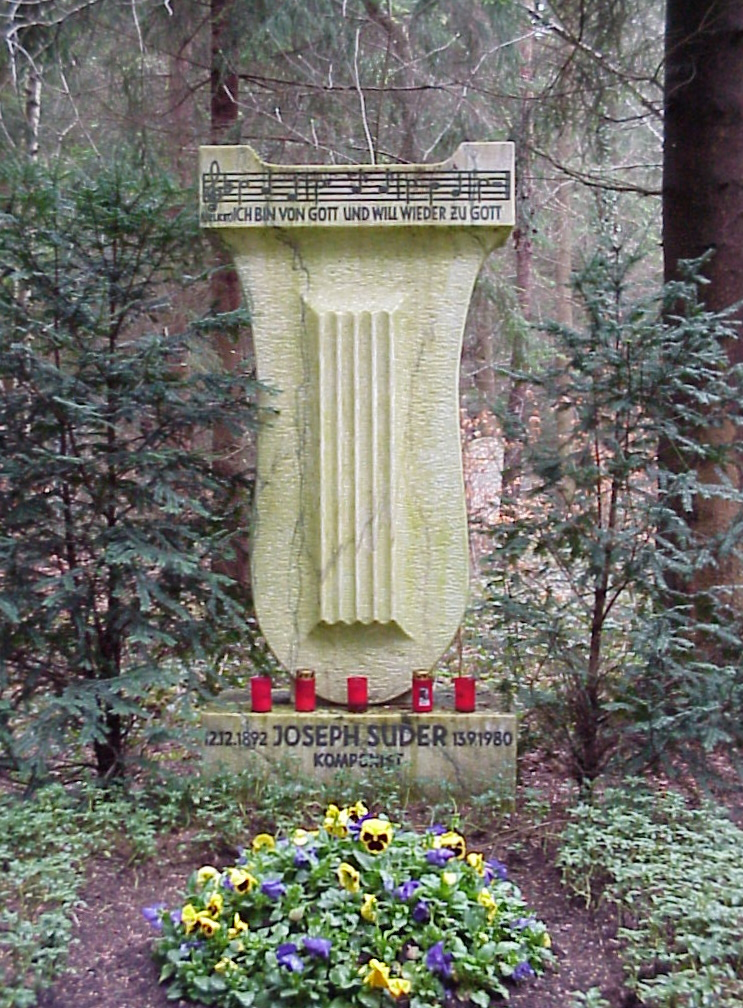
Grab von Joseph Suder auf dem Münchner Waldfriedhof

Die Grabstätte von Joseph Suder befindet sich auf dem Münchner Waldfriedhof (Grabnr. 91-W-15).